# Stephanie McMahon
Stephanie Marie McMahon-Levesque (nascida Stephanie Marie McMahon; Hartford, 24 de Setembro de 1976) é uma empresária americana e uma personalidade de luta profissional e ocasionalmente lutadora profissional. Atualmente é gestora de marcas da WWE, atual comissária do programa e presidente interina.

## Começo de vida
Stephanie McMahon nasceu a 24 de setembro de 1976, em Hartford, Connecticut. Filha de Vince McMahon e Linda McMahon, Stephanie começou a sua carreira na WWE aos 13 anos, onde trabalhou em catálogos de roupas. Foi para a Boston University, onde obteve um diploma em comunicações. Após graduar-se em 1998, começou a trabalhar definitivamente na WWE.

## Vida Pessoal
Ela é a filha do dono da WWE Vince McMahon, e da CEO da WWE Linda McMahon e irmã de Shane McMahon. É casada com Paul Levesque (Triple H) e com ele possui três filhas, Aurora Rose Levesque nascida a 24 de julho de 2006, Murphy Marie Levesque, nascida a 28 de julho de 2008, e Vaughn Evelyn Levesque, nascida em 24 de agosto de 2010.

## No wrestling
- Wrestlers managed
  - Triple H
  - Kurt Angle[1]
  - Mr. America[2]
  - Zach Gowen[3]
  - Chris Jericho[4]
- Alcunhas
  - "The Billion Dollar Princess"[5]
  - "The Billionaire Princess"[6]
  - "Daddy's Little Girl"
- Temas de entrada
  - "My Time" por DX Band (2000-2002)
  - "Bodies" por Drowning Pool (Usada durante a The Invasion)
  - "All Grown Up" por Jacki-O
  - "No Chance in Hell" por Jim Johnston & Peter Bursuker (Used while in McMahon family)
  - "Break it Down" por DX Band (Usada nos D-Generation-X)
  - "Welcome To The Queendom" por Jim Johnston (2013-presente)

## Campeonatos e prêmios
- Pro Wrestling Illustrated
  - PWI Woman of the Year (2000)[7]
  - PWI Feud of the Year (2002) vs Eric Bischoff[8]
- World Wrestling Federation/WWE
  - WWF Women's Championship (1 vez)
- Wrestling Observer Newsletter awards
  - Worst Non-Wrestling Personality (2001–2003)

Finishing Moves
- - Pedigree ( Kneeling Double Underhook Facebuster )
  - DDT

Signature Moves
- - Billion Dollar Slap